# Campionato russo di rugby a 15 2008
Il Campionato russo di rugby a 15 del 2008 (in russo Professional'naja regbijnaja liga 2008 fu il quarto campionato semiprofessionistico organizzato dalla Federazione di rugby a 15 della Russia il 17º in assoluto; parteciparono 6 squadre.
La formula previde un torneo a girone unico, le semifinali su due partite e le finali per il primo e il terzo posto su tre incontri.

## Squadre Partecipanti
- Enisej-STM
- Imperia-Dynamo Penza
- Krasnyj Jar
- RC Novokuznetsk
- Slava Moscow
- VVA-Podmoskov'e

## Classifica Finale
|         | &nClub                 |       |        |       |       | Punti  | Punti | Punti | Punti classifica |
| Giocate | &nClub                 | Vinte | Pareg. | Perse | fatti | subiti | Diff. |       | Punti classifica |
| ------- | ---------------------- | ----- | ------ | ----- | ----- | ------ | ----- | ----- | ---------------- |
| 1       | VVA-Podmoskovye Monino | 10    | 9      | 0     | 1     | 374    | 119   | +255  | 37               |
| 2       | Krasny Yar Krasnoyarsk | 10    | 6      | 0     | 4     | 198    | 255   | -57   | 28               |
| 3       | Slava Moscow           | 10    | 5      | 1     | 4     | 211    | 226   | -15   | 26               |
| 4       | Yenisy-STM Krasnoyarsk | 10    | 5      | 0     | 5     | 257    | 158   | +99   | 25               |
| 5       | RC Novokuznetsk        | 10    | 4      | 1     | 5     | 168    | 194   | -26   | 23               |
| 6       | Imperia-Dynamo Penza   | 10    | 0      | 0     | 10    | 138    | 395   | -257  | 10               |

## Play off
| 2008 Russian Professional League Play-off | 2008 Russian Professional League Play-off | 2008 Russian Professional League Play-off |
| Semi-Finali (meglio di tre partite)       | Semi-Finali (meglio di tre partite)       | Semi-Finali (meglio di tre partite)       |
| ----------------------------------------- | ----------------------------------------- | ----------------------------------------- |
| VVA-Podmoskovye Monino                    | 2-1                                       | Yenisy-STM Krasnoyarsk                    |
| Krasny Yar Krasnoyarsk                    | 1-2                                       | Slava Moscow                              |
| Finals (meglio di tre partite)            |                                           |                                           |
| Terzo Posto                               |                                           |                                           |
| Krasny Yar Krasnoyarsk                    | 0-2                                       | Yenisy-STM Krasnoyarsk                    |
| Primo posto                               |                                           |                                           |
| VVA-Podmoskovye Monino                    | 2-0                                       | Slava Moscow                              |